# Nemognatha miranda
Nemognatha miranda är en skalbaggsart som beskrevs av Enns 1956. Nemognatha miranda ingår i släktet Nemognatha och familjen oljebaggar. Inga underarter finns listade i Catalogue of Life.